# Shellback
Карл Ю́хан Шу́стер (Karl Johan Schuster; 1 февраля 1985, Карлсхамн, Швеция), известный как Ше́ллбак (Shellback) — шведский музыкальный продюсер и композитор, двукратный обладатель премии Грэмми, автор более двадцати хитов, десять из которых возглавляли главный американский чарт продаж синглов Billboard Hot 100.

## Биография
Карл Юхан Шустер родился 1 февраля 1985 года в маленьком шведском городе Карлсхамн в семье электрика и учительницы, имеет старшую сестру Юханну и двоюродного брата Юнаса.
Первым музыкальным инструментом его был барабан, встроенный в прогулочную коляску, на котором он подыгрывал городскому оркестру, выступающему каждую субботу. Услышав ритмический талант сына, отец купил ему две детские барабанные установки. Благодаря шведской образовательной системе, дающей возможность изучать музыкальну теорию, вокал и игру на музыкальных инструментах бесплатно, в школе Юхан освоил все предлагаемые виды инструментов и участвовал в школьном оркестре. В тринадцать лет его приняли в городской оркестр как барабанщика. Единственный инструмент, на котором Юхан избегает играть вживую из-за недостаточного мастерства — фортепиано.
Первую песню Юхан записал в восемь лет на синтезаторе у друга дома в жанре комического рэпа, кассетная запись сохранилась до сих пор. В тринадцать лет ему купили первую гитару и он научил себя играть сам, подбирая аккорды к песням группы Nirvana. С друзьями по скейт-парку, где он катался со средней школы, он создал первую группу, играющую в стиле скейт-панк.
Окончив среднюю школу и найдя первую работу в шестнадцать лет, Юхан Шустер купил профессиональный микрофон и начал записывать барабаны в студийном качестве. В подвальной студии он записал сотни песен, которые никто никогда не услышал, экспериментировал с математическим металом, полиритмией и нестандартными музыкальными размерами. Он примкнул к местной пост-хардкор группе The Distorted Pilot Programme, с которой в 2004 году выиграл шведский национальный рок-конкурс Musik Direkt.

### Карьера
В старшей школе Шустер познакомился с Юлиусом Петерссоном, младшим братом Йенни Петерссон, гражданской супруги продюсера Макса Мартина, с которым она встречалась с конца 1990-х годов. По подростковой наивности Юлиус решил, что Юхан и Мартин должны делать музыку вместе, и начал посылать сестре все записи Юхана, чтобы она передавала их Мартину. Ни Юхан, ни Мартин не были в восторге от этой идеи. Юхан заявлял, что ненавидит поп-музыку с «тремя аккордам и Baby, baby, baby»; Мартин, сам в прошлом участник метал-группы, не слышал в рок-экспериментах Юхана потенциала для написания поп-мелодий.
В 2006 году Юхан Шустер присоединился в качестве вокалиста к новой дет-метал-группе из соседнего города Карлскруна The Shattering и переименованной в Skörda, добившейся некоторой известности среди местных поклонников.
В этом же году Шустер впервые встретился с Мартином, приехав вместе с Юлиусом в Стокгольм на время осенних каникул. Мартин показывал мальчикам достопримечательности на своей машине, пригласил на экскурсию в свою студию, познакомил с лидером христианской рок-группы Blindside, который произвёл сильное впечатление на Шустера. По воспоминаниям Петерссона, Шустер сильно раздражал Мартина своей заносчивостью и самоуверенностью. Приехав в Стокгольм второй раз, Шустер сам поставил Мартину свои записи, которые делал в подвале родительского дома на компьютере. Мартин слушал молча и никак их не прокомментировал, но по возвращении домой Шустер получил посылку — профессиональное студийное оборудование. Мартин попросил Петерссона передать Шустеру, чтобы он попытался написать хоть одну поп-песню, на что Шустер хвастливо ответил, что нет ничего проще. На этот раз Мартин стал посылать свои замечания по поводу композиций, и Шустеру пришлось признать, что с правками Мартина песни становятся лучше.
В это время Юхан Шустер выбрал себе псевдоним Shellback, по имени персонажа черепахи-всезнайки Skalman из шведского комикса «Бамси». Помимо параллели с мульти-талантливостью героя, во время работы в студии Шустер мог так же внезапно заснуть.
На двадцатиоднолетие Юлиуса Петерссона, любящего поп-музыку, в ноябре 2006 Юхан Шустер написал первую поп-песню, услышав которую Мартин решил записать её в профессиональном качестве в своей студии Cheiron, для чего пригласил Шустера в Стокгольм.
Тот приехал с зубной щеткой и обратным билетом через неделю. Но времени на запись у Мартина не находилось, в ожидании Шустер тихо сидел в углу студии, пока Мартин общался с шведскими поп-звездами Robyn и E-Type и решил, что совсем не хочет уезжать домой. Мартин предложил Шустеру быть стажёром в студии с окладом двадцать тысяч крон. Шустер не понял, что стажировка значит выполнение личных поручений, и вместо этого неотрывно сидел за спиной Мартина, наблюдая за его работой, но уже на второй день работы кричал Мартину по пути купить ему что-нибудь на обед. Шустер и Петерссон жили в строящейся Мартином новой студии Maratone. Неиспользованный обратный билет в Карлсхамн Шустер хранит на память.
В то же время Юхан Шустер уехал в двух-месячный европейский тур с умеренно успешной группой Blinded Colony (The Blinded), к которой примкнул в 2004 году, играющей в стиле Мелодичный дэт-метал. Во время тура ему пришла в голову песня «Я — рок-звезда!» Вернувшись в Стокгольм, Шустер записал демо со словами «So, so what? I am a rock star, I got my rock moves». Мартин показал демо находящейся тогда в студии Пинк, которая сразу же выбрала её для своего нового альбома. So What стала мировым хитом и принесла Шустеру за первый год продаж 700 000 крон. Это сподвигло Шустера оставить рок-сцену и переключиться на написание поп-песен. Следующие шесть лет он был в студии каждый день без дня отпуска.
В 2013 году, анализируя с Мартином и Петерссоном причину своего быстрого успеха (к тридцати годам у Макса Мартина было всего два хита в топ-10 чартов, а у Юхана Шустера — около двадцати), они пришли к выводу о главенствующей роле наставничества и преемственности в шоу-бизнесе. Для развития шведского музыкального экспорта они основали студию Wolf Cousins (по имени персонажа из того же комикса про Бамси), куда пригласили десять неизвестных, но продуктивных шведских композиторов до тридцати лет и двух художников-иллюстраторов — брата и сестру Мадлен (гражданскую жену Юлиуса Петерссона) и Роберта Муллард. Одна из участниц студии сразу добилась мировой известности под именем Туве Лу.
В 2014 году после окончания работы в авральном режиме над альбомом Тейлор Свифт 1989 из-за синдрома хронической усталости однажды Шустер не смог встать с кровати, у него началась дрожь в теле, аритмия. По совету психиатра он отменил все запланированные записи, уехал к родителям, много ходил пешком, играл в FIFA, иногда заходил в студию на полчаса просто поболтать. В конце 2015 года Шустер вернулся к работе.

### Личная жизнь
В 2013—2015 годах встречался с шведской певицей и телеведущей Ребеккой Стеллой, которой посвятил песню «This Summer’s Gonna Hurt Like A Motherfucker» с альбома V группы Maroon 5, с фронтменом которой Адамом Левайном поддерживает близкие дружеские отношения с 2011 года. Он появился в музыкальном видео к песне.

## Дискография
Meriah
- …Turn Him Your Other Cheek (Demo) (2003)

Blinded Colony
- Promo Demo (2005)
- Bedtime Prayers (2006)
- Faith — Sorg (2005)

| Title                                          | Год  | Альбом                                      | Композитор | Продюсер |
| ---------------------------------------------- | ---- | ------------------------------------------- | ---------- | -------- |
| «If U Seek Amy»                                | 2008 | Britney Spears — Circus                     | ✔          | ✔        |
| «I’m Gone I’m Going»                           | 2008 | Lesley Roy — Unbeautiful                    | ✔          | ✔        |
| «Boring»                                       | 2008 | Pink — Funhouse                             | ✔          | ✔        |
| «It’s All Your Fault»                          | 2008 | Pink — Funhouse                             | ✔          | ✔        |
| «So What»                                      | 2008 | Pink — Funhouse                             | ✔          | ✔        |
| «Oxygen»                                       | 2009 | Living Things — Habeas Corpus               | ✔          | ✔        |
| «Bigger»                                       | 2009 | Backstreet Boys — This Is Us                | ✔          | ✔        |
| «3»                                            | 2009 | Britney Spears — The Singles Collection     | ✔          | ✔        |
| «Quitter»                                      | 2009 | Carrie Underwood — Play On                  | ✔          | ✔        |
| «Friday I'll Be Over U»                        | 2009 | Allison Iraheta — Just Like You             | ✔          | ✔        |
| «Just Like You»                                | 2009 | Allison Iraheta — Just Like You             | ✔          | ✔        |
| «Outta My Head»                                | 2009 | Leona Lewis — Echo                          | ✔          | ✔        |
| «Naked»                                        | 2009 | Leona Lewis — Echo                          | ✔          | ✔        |
| «Whataya Want from Me»                         | 2009 | Adam Lambert — For Your Entertainment       | ✔          | ✔        |
| «If I Had You»                                 | 2009 | Adam Lambert — For Your Entertainment       | ✔          | ✔        |
| «Kiss n Tell»                                  | 2010 | Kesha — Animal                              | ✔          | ✔        |
| «Hungover»                                     | 2010 | Kesha — Animal                              | ✔          | ✔        |
| «Party at a Rich Dude’s House»                 | 2010 | Kesha — Animal                              | ✔          | ✔        |
| «Dinosaur»                                     | 2010 | Kesha — Animal                              | ✔          | ✔        |
| «DJ Got Us Fallin' in Love»                    | 2010 | Usher — Versus                              | ✔          | ✔        |
| «Raise Your Glass»                             | 2010 | Pink — Greatest Hits... So Far!!!           | ✔          | ✔        |
| «Fuckin' Perfect»                              | 2010 | Pink — Greatest Hits... So Far!!!           | ✔          | ✔        |
| «Time Machine»                                 | 2010 | Robyn — Body Talk                           | ✔          | ✔        |
| «Can’t Find Entrance»                          | 2011 | Those Dancing Days — Daydreams & Nightmares | ✔          | ✔        |
| «Loser Like Me»                                | 2011 | Glee: The Music, Volume 5                   | ✔          | ✔        |
| «Dancing Crazy»                                | 2011 | Miranda Cosgrove — High Maintenance         | ✔          | ✔        |
| «I’ll Survive You»                             | 2011 | BC Jean — Single                            | ✔          | ✔        |
| «Back 2 Life»                                  | 2011 | E-Type — Single                             | ✔          | ✔        |
| «What the Hell»                                | 2011 | Avril Lavigne — Goodbye Lullaby             | ✔          | ✔        |
| «Wish You Were Here»                           | 2011 | Avril Lavigne — Goodbye Lullaby             | ✔          | ✔        |
| «Smile»                                        | 2011 | Avril Lavigne — Goodbye Lullaby             | ✔          | ✔        |
| «I Love You»                                   | 2011 | Avril Lavigne — Goodbye Lullaby             | ✔          | ✔        |
| «I Wanna Go»                                   | 2011 | Britney Spears — Femme Fatale               | ✔          | ✔        |
| «Criminal»                                     | 2011 | Britney Spears — Femme Fatale               | ✔          | ✔        |
| «Up n' Down»                                   | 2011 | Britney Spears — Femme Fatale               | ✔          | ✔        |
| «Light Up the World»                           | 2011 | Glee: The Music, Volume 6                   | ✔          | ✔        |
| «Moves like Jagger»                            | 2011 | Maroon 5 — Hands All Over                   | ✔          | ✔        |
| «Beggin' on Your Knees»                        | 2011 | Victorious — Victorious                     | ✔          | ✔        |
| «No More Secrets»                              | 2011 | Carolina Liar — Wild Blessed Freedom        | ✔          | ✔        |
| «Me and You»                                   | 2011 | Carolina Liar — Wild Blessed Freedom        | ✔          | ✔        |
| «Beautiful People»                             | 2011 | Carolina Liar — Wild Blessed Freedom        | ✔          | ✔        |
| «King of Broken Hearts»                        | 2011 | Carolina Liar — Wild Blessed Freedom        | ✔          | ✔        |
| «Salvation»                                    | 2011 | Carolina Liar — Wild Blessed Freedom        | ✔          | ✔        |
| «All That Comes Out of My Mouth»               | 2011 | Carolina Liar — Wild Blessed Freedom        | ✔          | ✔        |
| «Want U Back»                                  | 2011 | Cher Lloyd — Sticks + Stones                | ✔          | ✔        |
| «With Ur Love»                                 | 2011 | Cher Lloyd — Sticks + Stones                | ✔          | ✔        |
| «Beautiful People»                             | 2011 | Cher Lloyd — Sticks + Stones                | ✔          | ✔        |
| «She Doesn’t Mind»                             | 2011 | Sean Paul — Tomahawk Technique              | ✔          | ✔        |
| «Payphone»                                     | 2012 | Maroon 5 — Overexposed                      | ✔          | ✔        |
| «One More Night»                               | 2012 | Maroon 5 — Overexposed                      | ✔          | ✔        |
| «Doin' Dirt»                                   | 2012 | Maroon 5 — Overexposed                      | ✔          | ✔        |
| «Scream»                                       | 2012 | Usher — Looking for Myself                  | ✔          | ✔        |
| «We Are Never Ever Getting Back Together»      | 2012 | Taylor Swift — Red                          | ✔          | ✔        |
| «I Knew You Were Trouble»                      | 2012 | Taylor Swift — Red                          | ✔          | ✔        |
| «22»                                           | 2012 | Taylor Swift — Red                          | ✔          | ✔        |
| «Slut Like You»                                | 2012 | P!nk — The Truth About Love                 | ✔          | ✔        |
| «Your Body»                                    | 2012 | Christina Aguilera — Lotus                  | ✔          | ✔        |
| «Let There Be Love»                            | 2012 | Christina Aguilera — Lotus                  | ✔          | ✔        |
| «Kiss You»                                     | 2012 | One Direction — Take Me Home                | ✔          | ✔        |
| «Heart Attack»                                 | 2012 | One Direction — Take Me Home                | ✔          | ✔        |
| «Nobody Compares»                              | 2012 | One Direction — Take Me Home                | ✔          | ✔        |
| «All That Matters (The Beautiful Life)»        | 2012 | Kesha — Warrior                             | ✔          | ✔        |
| «Release You»                                  | 2013 | Megan & Liz — Look What You Started         | ✔          | ✔        |
| «Easier To Lie»                                | 2013 | Cassadee Pope — Frame by Frame              | ✔          | ✔        |
| «On a Roll»                                    | 2013 | Icona Pop — This Is… Icona Pop              | ✔          | ✔        |
| «That High»                                    | 2013 | Pitbull — Meltdown                          | ✔          |          |
| «Air Balloon»                                  | 2014 | Lily Allen — Sheezus                        | ✔          | ✔        |
| «I Wish»                                       | 2014 | Cher Lloyd — Sorry I’m Late                 | ✔          | ✔        |
| «Just Be Mine»                                 | 2014 | Cher Lloyd — Sorry I’m Late                 | ✔          | ✔        |
| «Dirty Love»                                   | 2014 | Cher Lloyd — Sorry I’m Late                 | ✔          | ✔        |
| «Blind Your Love»                              | 2014 | Cher Lloyd — Sorry I’m Late                 | ✔          | ✔        |
| «Killing It»                                   | 2014 | Cher Lloyd — Sorry I’m Late                 | ✔          | ✔        |
| «I’m in Love»                                  | 2014 | Ola Svensson — Carelessly Yours             | ✔          | ✔        |
| «Tonight I’m Yours»                            | 2014 | Ola Svensson — Carelessly Yours             | ✔          | ✔        |
| «Jackie Kennedy»                               | 2014 | Ola Svensson — Carelessly Yours             | ✔          | ✔        |
| «Problem» (feat. Iggy Azalea)                  | 2014 | Ariana Grande — My Everything               | ✔          | ✔        |
| «Animals»                                      | 2014 | Maroon 5 — V                                | ✔          | ✔        |
| «In Your Pocket»                               | 2014 | Maroon 5 — V                                | ✔          | ✔        |
| «Feelings»                                     | 2014 | Maroon 5 — V                                | ✔          | ✔        |
| «Shoot Love»                                   | 2014 | Maroon 5 — V                                | ✔          | ✔        |
| «Blank Space»                                  | 2014 | Taylor Swift — 1989                         | ✔          | ✔        |
| «Style»                                        | 2014 | Taylor Swift — 1989                         | ✔          | ✔        |
| «All You Had to Do Was Stay»                   | 2014 | Taylor Swift — 1989                         | ✔          | ✔        |
| «Shake It Off»                                 | 2014 | Taylor Swift — 1989                         | ✔          | ✔        |
| «Bad Blood»                                    | 2014 | Taylor Swift — 1989                         | ✔          | ✔        |
| «Wildest Dreams»                               | 2014 | Taylor Swift — 1989                         | ✔          | ✔        |
| «How You Get the Girl»                         | 2014 | Taylor Swift — 1989                         | ✔          | ✔        |
| «Wonderland»                                   | 2014 | Taylor Swift — 1989                         | ✔          | ✔        |
| «New Romantics»                                | 2014 | Taylor Swift — 1989                         | ✔          | ✔        |
| «Talking Body»                                 | 2014 | Tove Lo — Queen of the Clouds               | ✔          | ✔        |
| "Bad Blood " (feat. Kendrick Lamar)            | 2015 | Taylor Swift — 1989                         | ✔          | ✔        |
| «Elektra»                                      | 2015 | Refused — Freedom                           | ✔          | ✔        |
| «366»                                          | 2015 | Refused — Freedom                           | ✔          | ✔        |
| «This Summer’s Gonna Hurt Like A Motherfucker» | 2015 | Maroon 5 — V                                | ✔          | ✔        |
| «The Original High»                            | 2015 | Adam Lambert — The Original High            | ✔          | ✔        |
| «Rumors» (feat. Tove Lo)                       | 2015 | Adam Lambert — The Original High            | ✔          | ✔        |
| «Evil In The Night»                            | 2015 | Adam Lambert — The Original High            | ✔          | ✔        |
| «Run Away with Me»                             | 2015 | Carly Rae Jepsen — Emotion                  | ✔          | ✔        |
| «Send My Love (To Your New Lover)»             | 2015 | Adele — 25                                  | ✔          | ✔        |
| «Rest Your Love»                               | 2015 | The Vamps — Wake Up                         | ✔          | ✔        |
| «Just Like Fire»                               | 2016 | Pink — Alice Through the Looking Glass      | ✔          | ✔        |
| «Squeeze»                                      | 2016 | Fifth Harmony — 7/27                        | ✔          | ✔        |
| «Can't Stop the Feeling!»                      | 2016 | Justin Timberlake — Тролли                  | ✔          | ✔        |